# DSB Gods
DSB Gods var en division i DSB, der varetog godstrafik på såvel bane som vej.
DSB Gods beskæftigede sig med transport og udkørsel af fragt og gods med egne lastvogne for og til både virksomheder og private. Lastvognene havde i 1980erne og 1990erne de samme rød/sorte farver som DSBs lokomotiver. Det var tidligere muligt at købe særlige jernbanefrimærker, der fungerede ligesom frimærker, men kun for gods da postvæsenet havde monopol på breve.
Stykgodsdelen blev pr. 1. august 2000 solgt til Danske Fragtmænd for 225 mio. kr. og resten af DSB Gods frasolgtes 1. januar 2001 til Railion-koncernen for 170 mio. kr. og er videreført af denne som Railion Danmark. I forbindelse med salget købte DSB 2 % af aktiekapitalen i Railion af Deutsche Bahn for er beløb svarende til salgsprisen. 